# 大山隱岐國立公園
大山隱岐國立公園（日语：／），是位在日本鳥取縣、島根縣、岡山縣的國立公園，涵蓋了大山、蒜山、三瓶山等山岳景觀與島根半島、隱岐島等海岸景觀。面積69,410.5公頃（陸域:35,353公頃、海域:34,057.5公頃），近半陸域是國有地、公有地。
園區可分為大山蒜山地域、隱岐地域、島根半島地域、三瓶山地域等四處個性迥異的區域。

## 年表
- 1936年2月1日 - 被指定為大山國立公園。
- 1963年4月10日 - 編入蒜山、島根半島、三瓶山、隱岐地域，名稱變更為大山隱岐國立公園。
- 2002年3月26日 - 毛無山、寶佛山編入大山・蒜山地區。
- 2014年3月19日 - 三德山（日语：三徳山）地域劃入大山蒜山地域。

## 面積
- 面積 - 35,053ha （陸域部分） 
  - 鳥取縣 - 15,483ha
  - 島根縣 - 13,036ha
  - 岡山縣 - 6,534ha

## 相關市町村
- 鳥取縣 - 倉吉市、琴浦町、大山町、伯耆町、日野町、江府町
- 島根縣 - 松江市、出雲市、大田市、飯南町、美鄉町、海士町、西之島町、隱岐之島町、知夫村
- 岡山縣 - 真庭市、新庄村

## 自然

### 火山
- 大山
- 三瓶山
- 蒜山

## 主要景點

### 大山蒜山地域

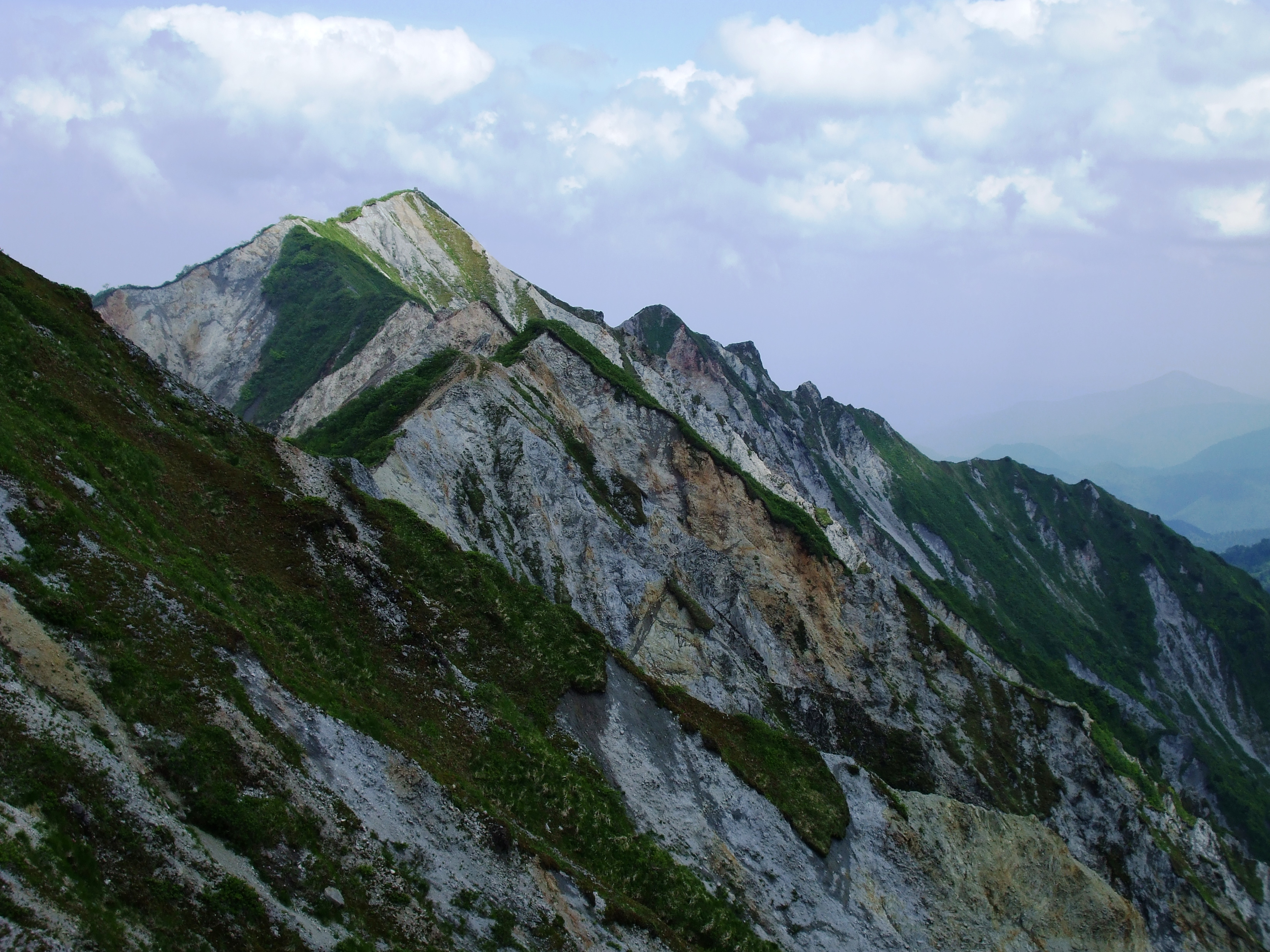
大山最高峰。

- 大山（鳥取県）
中國地方最高峰（標高1,729m），又稱伯耆富士與出雲富士。西側山容優美，山麓是桝水高原（日语：大山ますみず高原スノーパーク），南側山容險峻。自古以來便是山岳信仰與修驗道的聖地，山上有大山寺（日语：大山寺 (鳥取県大山町)）與大神山神社（日语：大神山神社）等社寺。
- 蒜山（日语：蒜山）（岡山縣）
上蒜山、中蒜山、下蒜山的總稱。與大山相比山容和緩，南麓是有自然山毛櫸林的蒜山高原（日语：蒜山高原）。北麓有險峻的斷崖。
- 毛無山（日语：毛無山 (鳥取県・岡山県)） (岡山縣、鳥取縣)
擁有廣大山毛櫸林的1.000m級山岳
- 寶佛山（日语：宝仏山）（鳥取縣）
- 三德山（日语：三徳山）（鳥取縣）
大山、蒜山等都有火山地形與自然林，同時也是信仰聖地，為國家名勝、史跡。

### 隱岐地域

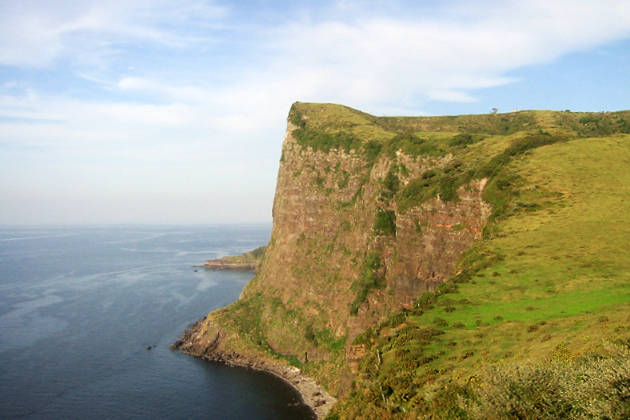
國賀海岸 摩天崖

島前
- 國賀海岸（日语：国賀海岸）
位於島前的西之島。有日本國內著名的斷崖摩天崖及通天橋、鬼城等景點。廣大牧草地上有牛馬放牧。國家名勝。

島後
- 白島海岸
島後島北部的白砂青松景點。地名來自於板狀鹼性流紋岩。國家名勝。
- 布施海岸（淨土浦（日语：浄土ヶ浦））
島後島東部的景點。有無數小島、斷崖、洞門與老松。國家名勝。

### 島根半島地域

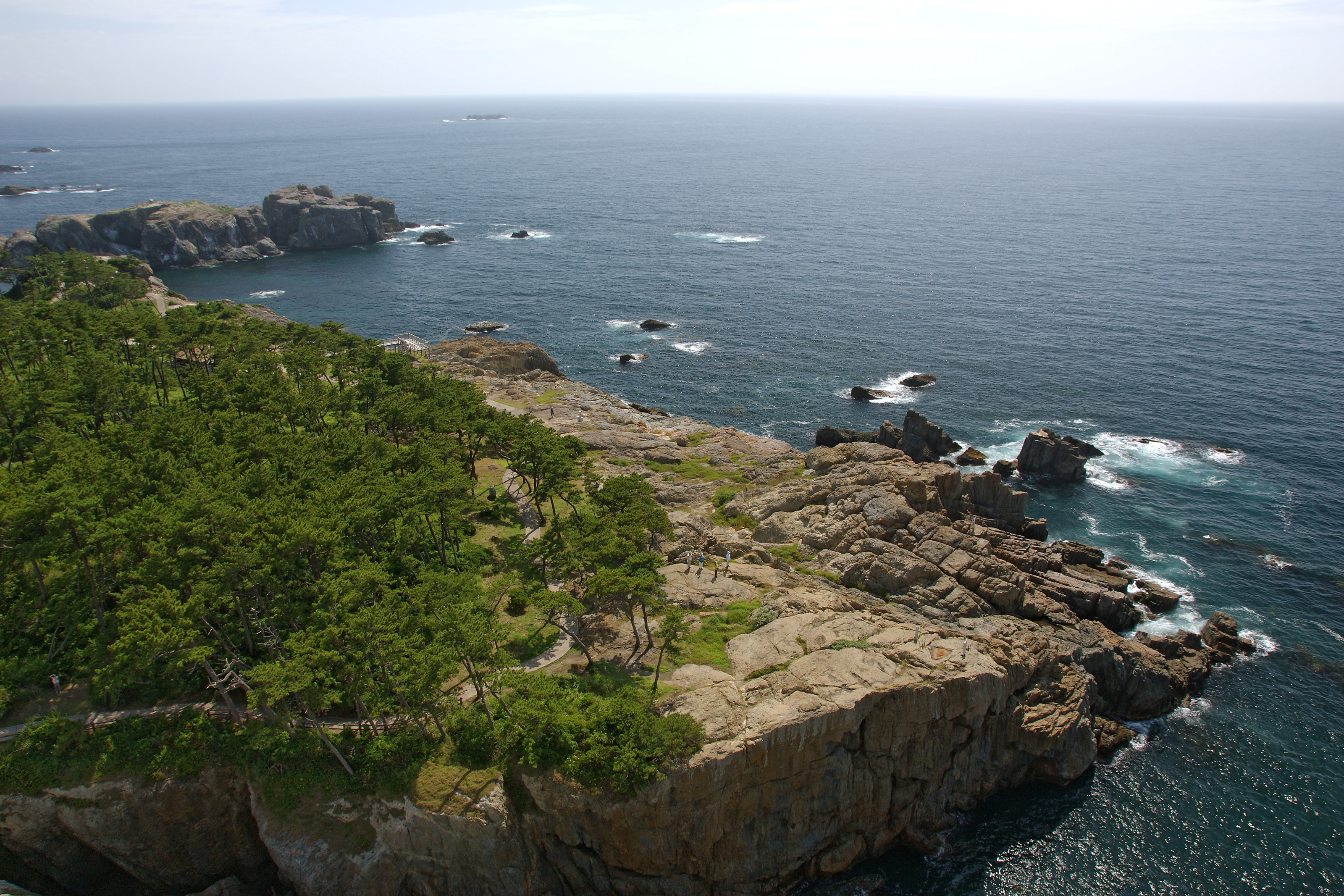
日御碕

- 地藏崎（日语：地蔵崎）
- 加賀之潛戶
- 日御碕

### 三瓶山地域

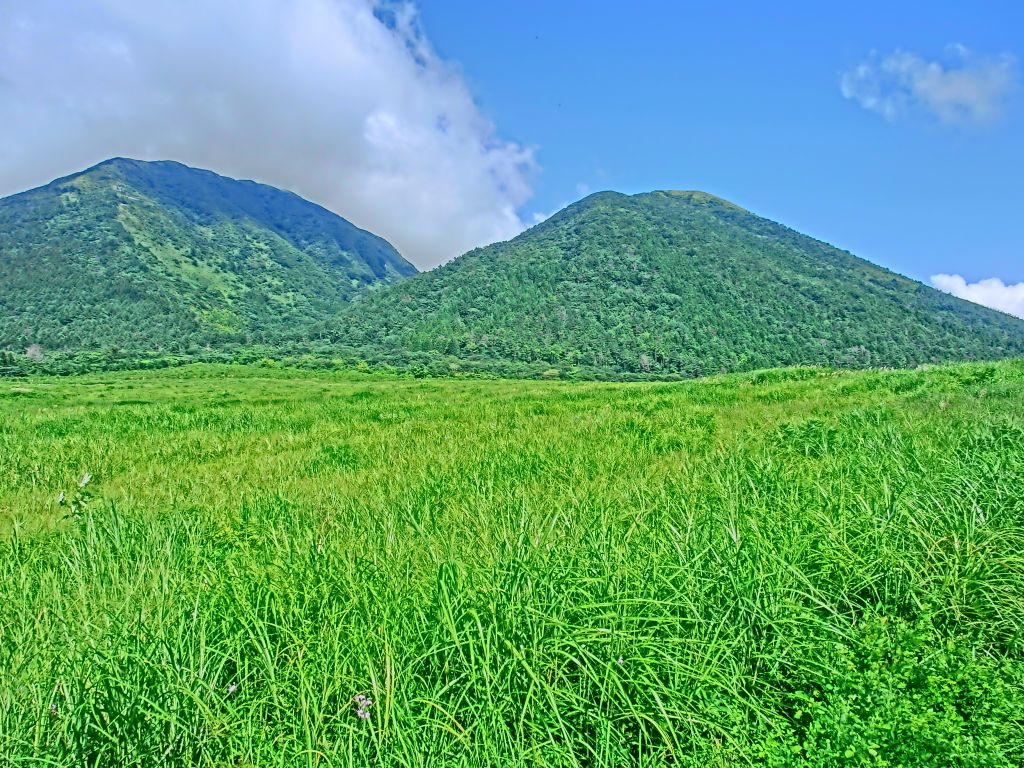
西之原眺望三瓶山。

三瓶山的火山活動最後出現在約4,000年前，為活火山。山體由破火山口地形與其內側的男三瓶、女三瓶、孫三瓶、子三瓶等火山穹丘群所組成。是山岳信仰的對象之一，《出雲國風土記》又稱佐比賣山。山容和緩，有自然山毛櫸林。

## 集團設施地區、遊客中心
| 地區名       | 面積    | 所在地                 | 使用人數（人） |
| ------------ | ------- | ---------------------- | -------------- |
| 大山寺       | 233.7ha | 鳥取縣西伯郡大山町     | 1,020,000      |
| 鏡成         | 105.0ha | 鳥取縣日野郡江府町     | 113,000        |
| 桝水原       | 80.2ha  | 鳥取縣日野郡伯耆町     | 172,000        |
| 三瓶山北之原 | 134.3ha | 島根縣大田市           | 545,000        |
| 日御碕       | 29.3ha  | 島根縣出雲市           | 927,000        |
| 西鄉岬       | 80.2ha  | 島根縣隱岐郡隱岐之島町 | 1,000          |
| 都萬         | 50.0ha  | 島根縣隱岐郡隱岐之島町 | 4,000          |
| 蒜山         | 67.8ha  | 岡山縣真庭市           | 189,000        |

| 中心名                         | 設置者 | 所在地                       | 使用人數（人） |
| ------------------------------ | ------ | ---------------------------- | -------------- |
| 大山國家公園中心（大山情報館） | 環境省 | 鳥取縣西伯郡大山町大山40-33  | 122,533        |
| 鳥取縣立大山自然歷史館         | 鳥取縣 | 鳥取縣西伯郡大山町大山43     | 76,204         |
| 島根縣立三瓶自然館サヒメル     | 島根縣 | 島根県大田市三瓶町多根1121-8 | 95,913         |

## 關連項目
- 日本國立公園

## 外部連結
- （日語）大山隱岐國立公園（页面存档备份，存于）